# أمفغ كوالالمبور
أمفغ كوالالمبور، أو أمفغ هيلير، هي جزء من مديرية أمفغ ومدينة في الجزء الشرقي من كوالالمبور. يمكن تحديد منطقتها في كوالالمبور على طول طريق أمفغ وأمفغ هيلير.

## التاريخ
يرتبط تاريخ أمفغ ارتباطًا وثيقًا بتاريخ كوالالمبور. في عام 1857 فتح راجا عبد الله ممثل سلطنة سلاغور، وادي كلاغ لتعدين القصدير. وارتحل 87 عامل مناجم صيني من لوكوت إلى نهر كلاغ وسكنوا كوالالمبور، ثم ساروا لمسافة أميال قليلة عبر طريق الغابة إلى أمفغ وبدأوا في التنقيب في منطقة أمفغ. وفي غضون شهر، توفي 69 من عمال المناجم البالغ عددهم 87 بسبب ظروف الملاريا في المنطقة، وأرسل راجا عبد الله 150 رجلاً آخر لمواصلة العمل. في النهاية انخفض معدل الوفيات، أدى نجاح تعدين القصدير في أمفغ إلى تطوير كوالالمبور. اسم «أمفغ» يعني «السد» في لغة الملايو وسمي المكان في إشارة إلى سدود عمال المناجم.
أصبحت كوالالمبور، التي تُعد أمفغ هيلير جزءًا منها، عاصمة سلاغور في عام 1880، وعاصمة ماليزيا في عام 1963.
في عام 1974 بعد إعلان كوالالمبور كولاية اتحادية، قُسمت منطقة أمفغ التي كانت أكبر من قبل، حيث ذهب الجزء الغربي إلى الولاية الاتحادية، وبقي الجزء الشرقي في سلاغور، وأصبح فيما بعد أمفغ جايا.